# Hikaru Kitagawa
Hikaru Kitagawa (jap. 北川 ひかる, Kitagawa Hikaru; * 10. Mai 1997 in Kanazawa) ist eine japanische Fußballspielerin.

## Karriere

### Verein
Sie begann ihre Karriere bei Urawa Reds.

### Nationalmannschaft
Mit der japanischen U-17-Nationalmannschaft qualifizierte sie sich für die U-17-Weltmeisterschaft der Frauen 2014. Mit der japanischen U-20-Nationalmannschaft qualifizierte sie sich für die U-20-Weltmeisterschaft der Frauen 2016.
Kitagawa wurde 2017 in den Kader der japanischen Nationalmannschaft berufen und kam bei der Algarve-Cup 2017 zum Einsatz. Insgesamt bestritt sie fünf Länderspiele für Japan.

## Errungene Titel
- U-17-Weltmeisterschaft: 2014